# Luperus luperus
Luperus luperus är en skalbaggsart som först beskrevs av Sulzer 1776.  Luperus luperus ingår i släktet Luperus, och familjen bladbaggar. Arten har ej påträffats i Sverige.

## Bildgalleri

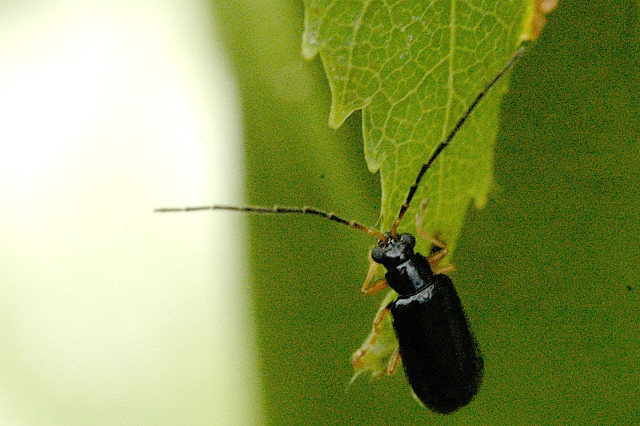
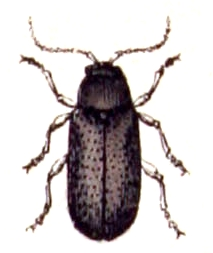